# 第3独立ミサイル宇宙防衛軍
第3独立ミサイル宇宙防衛軍（だいさんどくりつミサイルうちゅうぼうえいぐん、3-я отдельная армия ракетно-космической обороны）は、ロシア宇宙軍の主力を構成する軍級部隊。敵のミサイル攻撃の早期警戒、宇宙空間の管制、モスクワを標的とする弾道ミサイルの迎撃を任務とし、敵のミサイル攻撃に関して、ロシア連邦軍最高司令官（ロシア連邦大統領）、参謀総長に即時通報する責任を負う。
軍本部は、モスクワ州ソンネチノゴルスクに位置する。軍司令官は中将。

## 早期警戒衛星
2009年1月現在、静止衛星3基（コスモス-2379；NORAD 26892、コスモス-2440；NORAD 33108、コスモス-2446；NORAD 33447）、長楕円軌道衛星2基（コスモス-2422；NORAD 29260、コスモス-2430；NORAD 32268）の計5基の早期警戒衛星が稼動している。
静止衛星（71Kh6型）は、西経24度に静止している。監視地域の24時間監視が可能だが、精度は余り高くない。
長楕円軌道衛星（74D6型）は、約12時間で地球を周回している。アメリカ合衆国本土からの大陸間弾道ミサイルの発射の発見を目的としており、他の地域からの発射は確認できない。
各衛星からのデータは、リアルタイムでカルーガ州クリロヴォ村のセルプホフ-15統制所に送信される。データ処理後、情報は、ソンネチノゴルスクの軍指揮所に伝達される。

## 編成
ミサイル宇宙防衛軍は、ミサイル攻撃警戒師団、宇宙空間管制師団、対ミサイル防衛師団の3個師団から成る。

### 第1ミサイル攻撃警戒師団
第1ミサイル攻撃警戒師団（1-я дивизия предупреждения о ракетном нападении）は、敵のミサイル攻撃の警戒を任務と詩、9個独立電波技術拠点から成る。その内、5個拠点は、ロシア国外に存在する。各拠点の位置と装備レーダーは、以下の通り。
- オレネゴルスク：ドニエストル-M/ドニエプル、ダウガワ
- ミシェレフカ：ドニエストル、ドニエストル-M/ドニエプル×2基
- バルハシュ（カザフスタン）：ドニエストル、ドニエストル-M/ドニエプル×2基
- セヴァストポリ（ウクライナ）：ドニエプル
- ムカチェヴォ（ウクライナ）：ドニエプル
- ペチョーラ：ダリヤル
- ガバラ（アゼルバイジャン）：ダリヤル
- バラノヴィッチ（ベラルーシ）：ヴォルガ
- レフトゥシ：ヴォロネジ-DM

### 第45宇宙空間管制師団
第45宇宙空間管制師団（45-я дивизия контроля космического пространства）は、低軌道衛星の発見、そのパラメータの測定を任務としている。
師団は、高度4万mまでの物体を発見できる光学・電子複合体アクノーをヌレク（タジキスタン）で運用している。また、北カフカーズのゼレンチュクスカヤでは、デシメートル波とセンチメートル波を専門とする独立電波拠点が活動している。
宇宙物体の発見と追跡には、ロシア科学アカデミーも参加している。

### 第9対ミサイル防衛師団
第9対ミサイル防衛師団（9-я дивизия противоракетной обороны）は、モスクワを標的とする弾道ミサイルの迎撃を任務とし、A-135対ミサイル防衛システムを運用している。師団は、指揮・測定所、3個独立電波拠点（ドン-2Nレーダーを装備）、7個対ミサイル発射陣地から成る。
対ミサイル発射陣地は、大気圏内迎撃用の53T6（Gazelle；68発）と大気圏外迎撃用の51T6（Gorgon；32発）を運用している。各陣地の位置と装備ミサイルは、以下の通り。
- ナロ・フォミンスク：51T6×16発
- セルギエフ・パサード：51T6×16発
- ルイトカリノ：53T6×16発
- スホードニャ：53T6×16発
- コロレフ：53T6×12発
- ヴヌーコヴォ：53T6×12発
- ソフリノ：53T6×12発